# Pasargad
Pasargad eller Pasargadae (persiska: پاسارگاد) är en forntida stad i Persien. Enligt den elamitiska kilskriften på Persepolis befästningar var namnet skrivet Batrakataš, och det nutida namnet härstammar från den grekiska translitterationen av det fornpersiska ortnamnet Pâthragâda av ännu okänd betydelse.

## Platsen och dess historia
Ruinerna ligger 87 km nordost om Persepolis, i provinsen Fars i dagens Iran och var den första huvudstaden i Akemenidernas rike. Staden uppfördes på uppdrag av Kyros II (Kyros den store) och grundlades år 546 f.Kr. eller något senare. Den blev aldrig helt färdigställd då Kyros dog i ett slag mellan år 540 f.Kr. och 529 f.Kr. Pasargad förblev dock huvudstad i det persiska riket tills Dareios I började uppföra en ny i Persepolis. 
Det arkeologiska området täcker 1,6 kvadratkilometer och inkluderar en byggnad som är Kyros II:s mausoleum, fästningen Toll-e Takht på toppen av en närliggande kulle och lämningarna av två kungliga palats och deras trädgårdar. Trädgårdarna är det tidigaste kända exemplet på den persiska chahar bagh, eller fyrfaldig trädgårdsdesign.
Senare undersökningar vad gäller Pasargads byggnadskonstruktion har visat att akemenidiska ingenjörer såg till att staden kunde stå emot större jordbävningar, så stora som kring 7,0 på Richterskalan. Grunderna är idag klassificerade att ha en basisolering, till stor del lik den som idag används för vid uppförandet av byggnadsverk som måste isoleras från effekter av seismisk aktivitet, exempelvis kärnkraftverk.

### Kyros II:s mausoleum
Det viktigaste monumentet i Pasargadae är Kyros den stores grav. Den har sex breda trappsteg som går till gravkammaren vilken är 3,17 meter lång, 2,11 meter bred och är 2,11 meter hög med en låg och trång ingång. Trots att här inte finns några egentliga bevis för att det är Kyros grav, säger grekiska historiker att Alexander den store trodde det förhöll sig så. När Alexander plundrade och förstörde Persepolis, besökte han Kyros grav. Arrian skrev på 100-talet e.Kr. att Alexander beordrade Aristobulus, en av sina krigare, att gå in i monumentet. Innanför hittade han en gyllene säng, ett bord med dryckeskärl, en guldkoffert, några ornament täckta av vackra stenar och en inskription. Inga spår av någon inskription har överlevt till modern tid, och det råder stor oenighet om textens exakta betydelse. Strabon har skrivit att den säger:
Förbipasserande, jag är Kyros, som gav perserna ett imperium, och var Asiens kung.
Avundas mig inte, därför detta monument..
En annan variant, som finns dokumenterad i Persia: The Immortal Kingdom, är:
O människa, vem du än är, var du än kommit ifrån, för jag vet att du skall komma, jag är Kyros, som grundade periska imperiet.
Avundas mig inte, därför, denna lilla jord som täcker min kropp.
Enligt några forskare visar gravens stil och konstruktion starka kopplingar till anatoliska gravar från samma tid. I synnerhet har graven i Pasargad nära på exakt samma dimensioner som Alyattes II:s grav, far till den lydiska kungen Krösus; dock är det många som inte har denna åsikt. Enligt Herodotos blev Krösus benådad av Kyros efter erövringen av Lydien och blev en av Kyros rådgivare. Några experter anser att Kyros kan ha anlitat lydiska murare för uppförandet av graven. I allmänhet är dock konsten och arkitekturen som finns i Pasargad exempel på den persiska syntesen av olika traditioner, målningar med föregångare från Elam, Babylon, Assyrien och antikens Egypten, med ett tillägg av mindre anatoliska influenser.
Under den islamiska erövringen av Iran kom arabiska arméer över graven och planerade förstöra den då de ansåg den vara en direkt kränkning av islams trossatser. De som då tog hand om graven lyckades övertyga arabiska ledningen att graven inte byggdes till Kyros ära, utan istället hyste kung Salomos mor och därför inte behövde förstöras. Som en följd av detta ersattes inskriptionen i graven med en vers från Koranen, och graven blev känd som Mashhad-e Mâdar-e Soleymân eller Kung Salomos mors grav. Idag är den dock enbart känd under sitt rätta namn Ârâmgâh-e Kurosh-e Bozorg (Kyros den stores grav).

## Revolutionen 1979
Kyros gravmonument hotades av förstörelse i samband med den iranska revolutionen 1979. ayatollan Sadeq Khalkhali, känd som "Khomeinis hängningsdomare" försökte handgripligen förstöra graven men förhindrades av lokala ortsbor. I sina memoarer kallar Khalkhali Kyros för "tyrann", "homosexuell" och "lögnare". 

## Sivanddammen
Det finns en växande oro angående den föreslagna Sivanddammen, uppkallad efter den närliggande staden Sivand. Trots att planeringen av denna sträckt sig över ett helt årtionde, var Irans egna kulturarvsorganisation ovetande om vilka områden som skulle bli översvämmade under en stor del av denna tid.
Dammens placering mellan ruinerna i Pasargad och i Persepolis har gjort många arkeologer och iranier oroade att dammen kommer att översvämma dessa världsarv. De som är involverade i konstruktionen säger att detta är omöjligt då platserna ligger en bra bit över den planerade vattenlinjen. Av de båda platserna anses Pasargadae vara den mest hotade.
Det som många arkeologer oroar sig för är följderna av den ökade luftfuktighet som dammen orsakar. Experter från Irans energiministerium anser dock att detta kan kompenseras genom att man kontrollerar vattennivån i dammreservoaren. Alla är dock överens att luftfuktigheten som dammen skapar kommer att snabba på den gradvisa förstörelsen av Pasargad.
Byggandet av dammen påbörjades den 19 april 2007.
Den här artikeln är helt eller delvis baserad på material från engelskspråkiga Wikipedia, tidigare version.